# Disconaias
Disconaias é um género de bivalve da família Unionidae.
Este género contém as seguintes espécies:
- Disconaias conchos D. W. Taylor, 1997
- Disconaias discus (I. Lea, 1838)
- Disconaias fimbriata (Frierson, 1907)
- Disconaias novileonis (Pilsbry, 1910)
- Disconaias panacoensis (R. A. Philippi, 1843)
- Disconaias purpuriata (Say, 1831)